# Paulo Sérgio Pinheiro
Paulo Sérgio de Moraes Sarmento Pinheiro (Rio de Janeiro, 8 de janeiro de 1944) é um cientista político brasileiro, ex-secretário de direitos humanos e membro da Comissão Nacional da Verdade. É professor aposentado do Departamento de Ciência Política da Universidade de São Paulo.

## Biografia
Já prestou serviços para o sistema da Organização das Nações Unidas, tendo exercido o cargo de relator especial para a situação dos direitos humanos de Myanmar. Em 2011, foi nomeado coordenador da Comissão Internacional de Inquérito para a Síria.
Foi escolhido, em 2012, um dos sete integrantes da Comissão Nacional da Verdade, órgão responsável por investigar e apresentar as conclusões sobre os crimes cometidos durante a Ditadura Militar.
Em 2016, Pinheiro criticou o Impeachment de Dilma e disse que isso poderia levar a democracia brasileira  a um colapso. Pinheiro também criticou o Michel Temer, pois declarou que a política de Temer poderia levar o Brasil voltar ao mapa da fome e ao aumento da pobreza.